# Flughafen Nagqu-Dagring
Der Flughafen Nagqu-Dagring (chinesisch 那曲达仁机场, Pinyin Nǎqū Dárén Jīchǎng, englisch Nagqu Dagring Airport) ist ein sich im Bau befindender Flughafen in der Volksrepublik China. Er entsteht in der Nähe von Dagring, einem Vorort unweit von Nagqu, der Hauptstadt des gleichnamigen und größten Regierungsbezirks im Autonomen Gebiet Tibet. Auf einer Höhe von 4436 Metern wird er der am höchsten gelegene Flughafen der Welt sein. Die Bauarbeiten begannen 2015, die Eröffnung soll 2019[veraltet] erfolgen.
Geplant sind vorerst unter anderem tägliche Inlandsflüge von und nach Lhasa, Peking, Shanghai und anderen chinesischen Metropolen, sowie direkte Flugverbindungen in südasiatische Länder. Damit erhält der letzte der sechs Bezirke (Präfekturen) in Tibet einen eigenen Flughafen. Der bisherige Rekordhalter, der im Jahr 2013 in 4411 Metern Höhe eröffnete Flughafen Dabba-Yardêng, befindet sich ebenfalls in Tibet.
Der Bezirk Nagqu liegt rund 300 Kilometer nördlich von Lhasa entfernt. Die Hauptstadt Nagqu ist ein wichtiger Verkehrsknotenpunkt und das bedeutendste Handelszentrum Nordtibets. Hier kreuzen sich der China-Nepal Highway mit dem Sichuan-Tibet-Highway sowie die Qinghai-Tibet-Bahn mit der Sichuan-Tibet-Bahn. Des Weiteren befindet sich in Nagqu das Shabden-Kloster, das größte und einflussreichste Kloster der Gelug-Schule im Norden Tibets, welches jährlich von vielen Pilgern aus der ganzen Welt besucht wird.

## Herausforderungen
Der Baubeginn sollte ursprünglich bereits 2011 erfolgen. Im Bestreben der Flugsicherheit wurden die Arbeiten mehrmals gestoppt, da auf internationaler Ebene noch keine technischen Standards für Flughäfen auf Hochplateaus existierten. Die Errichtung von Flugplätzen in dieser Höhenlage erfolgt unter Extrembedingungen und stellt hohe Anforderungen an Mensch und Material. Bei fehlender Akklimatisation können ab 2500 Meter Normalhöhennull Symptome der Höhenkrankheit auftreten. Deshalb sind bei dem Bau zu einem großen Teil Tibeter tätig, die genetisch eine erhöhte Atemfrequenz sowie weniger Hämoglobin als die Mehrzahl anderer Menschen besitzen. Aufgrund der sehr hohen Lage und des damit verbundenen alpinen Klimas erreichen die Temperaturen in Nagqu in den sehr kalten und trockenen Wintern bis zu −22 Grad und in den kurzen, kühlen Sommern nicht mehr als +9 Grad.
Für Passagiere besteht bereits die Gefahr der Höhenkrankheit, wenn sie beispielsweise von dem nur 500 Meter über dem Meer liegenden Chengdu innerhalb von nur einer Stunde zu einem der höchstgelegenen Flughäfen in Tibet fliegen. Deshalb sollen die Flughäfen über spezielle Krankenstationen mit Druckausgleich, medizinisches Personal und ausreichende Sauerstoffgeräte verfügen. Des Weiteren brauchen Verkehrsflugzeuge in dieser Höhe aufgrund der geringeren Luftdichte unter anderem einen längeren Runway von mindestens 5000 Meter und einen sehr hohen True Airspeed, um das Risiko eines Strömungsabrisses zu minimieren. Die erforderliche deutlich höhere Landegeschwindigkeit sorgt für längere Bremswege bei der Landung. Beim Start kommt als weiterer erschwerender Faktor, neben der höheren benötigten Geschwindigkeit zum Abheben, die ebenfalls infolge der dünnen Luft verminderte Triebwerksleistung hinzu, so dass eine sehr lange Beschleunigung vonnöten ist.
Da bei einigen tibetischen Flughäfen aufgrund der Lage kein Instrumentenlandesystem und nur an weniger als 100 Tagen im Jahr Sichtanflug möglich ist, sind die Flughäfen mit GPS-Landesystemen auf Basis von Differential-GPS ausgestattet. Alle anfliegenden Maschinen müssen ebenfalls über entsprechende Systeme verfügen. Die Flughäfen werden überwiegend von Tibet Airlines bedient, deren Piloten wegen der Höhenunterschiede vorrangig Tibeter sind. Während der Flüge müssen immer mindestens zwei Piloten im Cockpit sein. Von den derzeit 42 ultrahoch gelegenen Flughäfen der Welt liegen 15 in China (Stand 2015).